# Bellegem
Bellegem – dzielnica (deelgemeente) miasta Kortrijk w Belgii, w Regionie Flamandzkim, w prowincji Flandria Zachodnia, w okręgu Kortrijk. 1 stycznia 2020 roku liczyła 3866 mieszkańców. Do 31 grudnia 1976 samodzielna gmina. 
4 lipca 1989 w Bellegem doszło do katastrofy radzieckiego MiG-a 23, który wystartował z polskiego lotniska w Bagiczu.

## Demografia
Liczba mieszkańców, stan na 1 stycznia:
| Rok                | 1930 | 1947 | 1961 | 2020 |
| ------------------ | ---- | ---- | ---- | ---- |
| Liczba mieszkańców | 3054 | 3321 | 3208 | 3866 |